# Сњина
Сњина (слч. Snina, мађ. Szinna, рсн. Снина) град је у Словачкој, који се налази у оквиру Прешовског краја.

## Географија
Сњина је смештена у крајње североисточном делу државе. Престоница државе, Братислава, налази се 520 км западно од града, а Кошице на 100 км југозападно.
Рељеф: Сњина се развила у области словачког дела Карпата. Град се налази у долини реке Цирохе, изнад које се на северу издиже планина Буковске врхи, а југу издиже планина Вихорлатске врхи. Надморска висина града је око 210 m.
Клима: Клима у Сњини је умерено континентална.
Воде: Кроз Сњину пролази река Цироха, која дели град на јужни и северни део.

## Историја
Људска насеља на овом простору датирају још из праисторије. Насеље под данашњим именом први пут се спомиње 1343, а околина је већ тада била насељена Словацима. Насеље је 1363. добило градска права. Током следећих векова град је био у саставу Угарске као обласно трговиште.
Крајем 1918. Сњина је постао део новоосноване Чехословачке. У време комунизма град је нагло индустријализован, па је дошло до наглог повећања становништва. После осамостаљења Словачке, град је постао њено значајно средиште, али је дошло и до великих проблема везаних за преструктурирање привреде.

## Становништво
| Година:    | 1994.  | 2004.   | 2014.   | 2024.    |
| ---------- | ------ | ------- | ------- | -------- |
| Број људи: | 20 603 | 21 328  | 20 294  | 17 879   |
| Разлика:   |        | +3,51 % | -4,84 % | -11,90 % |

| Година:    | 2023.  | 2024.   |
| ---------- | ------ | ------- |
| Број људи: | 18 101 | 17 879  |
| Разлика:   |        | -1,22 % |

Данас Сњина има око 19.000 становника и последњих година њихов број опада.
Етнички састав: По попису из 2001. састав је следећи:
- Словаци - 86,8%,
- Русини - 5,8%,
- Украјинци - 2,5%,
- Роми - 1,9%%,
- остали.

Верски састав: По попису из 2001. састав је следећи:
- римокатолици - 56,0%,
- гркокатолици - 19,2%,
- православци - 13,6%,
- атеисти - 5,9%%,
- остали.

## Партнерски градови
- Кременчуг
- Хуст
- Леско
- Жарошице
- Богухвала

## Галерија
- Карта града
- Капела на гробљу
- Стара црквена архитектура из градске околине